# Memar Əcəmi-2 (stanice metra v Baku)
Memar Əcəmi-2 je dočasná jižní konečná stanice na lince 3 metra v Baku, která se nachází za stanicí Avtovağzal. Je možné na ní přestoupit do stanice Memar Əcəmi, která patří k lince 2.

## Popis
Projekt stanice byl vypracován v 80. letech 20. století a stavební práce měly být zahájeny v 90. letech 20. století. Plány však zhatil rozpad Sovětského svazu. Koncepce výstavby stanice byla přehodnocena v roce 2009. Stanice byla nakonec otevřena 19. dubna 2016. Slavnostní zahájení provedl ázerbájdžánský prezident Ilham Alijev.